# Lancashire Combination
Lancashire Combination var en fodboldliga i England, som eksisterede i perioden 1891-1982. Ligaen absorberede Lancashire League i 1903. I 1968 mistede Lancashire Combination fem af sine klubber til den nydannede Northern Premier League. I 1982 blev den fusioneret med Cheshire County League under dannelse af North West Counties League.

## Mestre
| Lancashire Combination 1890–1912 |                            |
| Sæson                            | Mestre                     |
| 1891–92                          | Blackburn Rovers Reserves  |
| 1892–93                          | Blackburn Rovers Reserves  |
| 1893–94                          | Blackburn Rovers Reserves  |
| 1894–95                          | Everton Reserves           |
| 1895–96                          | Preston North End Reserves |
| 1896–97                          | Liverpool Reserves         |
| 1897–98                          | Preston North End Reserves |
| 1898–99                          | Preston North End Reserves |
| 1899–1900                        | Liverpool Reserves         |
| 1900–01                          | Everton Reserves           |
| 1901–02                          | Manchester City Reserves   |
| 1902–03                          | Accrington Stanley         |
| 1903–04                          | Everton Reserves           |
| 1904–05                          | Stockport County           |
| 1905–06                          | Accrington Stanley         |
| 1906–07                          | Oldham Athletic            |
| 1907–08                          | Everton Reserves           |
| 1908–09                          | Everton Reserves           |
| 1909–10                          | Everton Reserves           |
| 1910–11                          | Rochdale                   |
| 1911–12                          | Rochdale                   |

| Lancashire Combination 1912–1936 |                   |
| Sæson                            | Mestre            |
| 1912–13                          | Eccles Borough    |
| 1913–14                          | Tranmere Rovers   |
| 1914–15                          | Eccles Borough    |
| Ingen turneringer i 1915–19      |                   |
| 1919–20                          | Chorley           |
| 1920–21                          | Barrow            |
| 1921–22                          | Lancaster Town    |
| 1922–23                          | Chorley           |
| 1923–24                          | Fleetwood         |
| 1924–25                          | Morecambe         |
| 1925–26                          | Nelson Reserves   |
| 1926–27                          | Rossendale United |
| 1927–28                          | Chorley           |
| 1928–29                          | Chorley           |
| 1929–30                          | Lancaster Town    |
| 1930–31                          | Darwen            |
| 1931–32                          | Darwen            |
| 1932–33                          | Chorley           |
| 1933–34                          | Chorley           |
| 1934–35                          | Lancaster Town    |
| 1935–36                          | Lancaster Town    |

| Lancashire Combination 1936–1962 |                             |
| Sæson                            | Mestre                      |
| 1936–37                          | South Liverpool             |
| 1937–38                          | South Liverpool             |
| 1938–39                          | South Liverpool             |
| Ingen turneringer i 1940–45      |                             |
| 1945–46                          | Chorley                     |
| 1946–47                          | Bacup Borough               |
| 1947–48                          | Wigan Athletic              |
| 1948–49                          | Netherfield                 |
| 1949–50                          | Nelson                      |
| 1950–51                          | Wigan Athletic              |
| 1951–52                          | Nelson                      |
| 1952–53                          | Wigan Athletic              |
| 1953–54                          | Wigan Athletic              |
| 1954–55                          | Accrington Stanley Reserves |
| 1955–56                          | Burscough                   |
| 1956–57                          | Prescot Cables              |
| 1957–58                          | Horwich RMI                 |
| 1958–59                          | New Brighton                |
| 1959–60                          | Chorley                     |
| 1960–61                          | Chorley                     |
| 1961–62                          | Morecambe                   |

| Lancashire Combination 1962–1982 |                    |
| Sæson                            | Mestre             |
| 1962–63                          | Morecambe          |
| 1963–64                          | Chorley            |
| 1964–65                          | Netherfield        |
| 1965–66                          | South Liverpool    |
| 1966–67                          | Morecambe          |
| 1967–68                          | Morecambe          |
| 1968–69                          | Great Harwood      |
| 1969–70                          | Burscough          |
| 1970–71                          | Prestwich Heys     |
| 1971–72                          | St Helens Town     |
| 1972–73                          | Darwen             |
| 1973–74                          | Accrington Stanley |
| 1974–75                          | Darwen             |
| 1975–76                          | Bootle             |
| 1976–77                          | Bootle             |
| 1977–78                          | Accrington Stanley |
| 1978–79                          | Wren Rovers        |
| 1979–80                          | Clitheroe          |
| 1980–81                          | Wren Rovers        |
| 1981–82                          | Caernarfon Town    |